# Het A-woord
Het A-woord is een Nederlandse dramaserie, uitgezonden door de EO in 2020. De serie heeft als onderwerp autisme.
De eerste aflevering werd uitgezonden op 21 september 2020.

## Rolverdeling
| Acteur/actrice       | Personage         | Opmerking |
| -------------------- | ----------------- | --------- |
| Lies Visschedijk     | Mariel Tersteeghe |           |
| Guy Clemens          | Teun Pauwels      |           |
| Bart van den Berg    | Sam Pauwels       |           |
| Peter Blok           | Cas Tersteeghe    |           |
| Aiko Beemsterboer    | Emma              |           |
| Yootha Wong-Loi-Sing | Nicole            |           |
| Marcel Harteveld     | Hugo Tersteeghe   |           |
| Carine Crutzen       | Charlotte         |           |
| Lukas Dijkema        | Evert             | bijrol    |
| Arabi Ghibeh         | Adil              | bijrol    |
| Mr. Polska           | Olek              | bijrol    |
| Patrick Aliev        | Stanislav         | bijrol    |
| Hanne Arendzen       | Juf Bonny         | bijrol    |
| Shahine El-Hamus     | Lukas             | bijrol    |
| Rutger Messerschmidt | Boudewijn         | bijrol    |

## Afleveringen
| # | Titel              | Datum             | Kijkcijfers |
| - | ------------------ | ----------------- | ----------- |
| 1 | Wat is er met Sam? | 21 september 2020 | 1.038.000   |
| 2 | Bijles             | 28 september 2020 | 793.000     |
| 3 | De gezinscoach     | 5 oktober 2020    | 627.000     |
| 4 | Het koortseffect   | 12 oktober 2020   | 824.000     |
| 5 | Hoogvliegers       | 26 oktober 2020   | 641.000     |
| 6 | De weg naar huis   | 2 november 2020   | 665.000     |